# Drimia marginata
Drimia marginata là một loài thực vật có hoa trong họ Măng tây. Loài này được (Thunb.) Jessop mô tả khoa học đầu tiên năm 1977.